# 过度外语化
过度外语化是一种语言现象，即语言的使用者过度并错误地识别了外来词中的语言规律，并将其套用到其他语言环境中，甚至套用在第三种语言上。这一过程的结果并不会反映这两种语言的发音规则。

## 英语
（哈瓦那辣椒）有时会模仿jalapeño、piñata等西班牙语单词被发音和拼写作 ，但这并不是这个单词在西班牙语中的正确拼法。 （大男子主义）有时会被发音为"makizmo"（这显得它似乎来自意大利语），但它事实上来自西班牙语并且如同西班牙语原始单词般读作/mɑːˈtʃiz.mo/。
此外，在英国人心中，法国曾很大程度上代表了「外国」这一概念，一些其他语言的借词因此被套用了法语发音，如 Beijing、Taj Mahal 中的 j 被发成 [ʒ]，而非 [dʒ]。

## 丹麦语
丹麦受英美语言文化影响较大，因此德国总理默克尔的姓 Merkel 虽然在德语和丹麦语中具有同样发音，但丹麦人提及她时有时使用英语的发音。

## 脚注
1. ↑  Janda, Joseph & Jacobs (1994)，第74頁.
2. ↑  Wells, John Christopher. . Cambridge University Press. 1982: 108  [2022-03-07]. ISBN 978-0-521-29719-6. （原始内容存档于2022-06-11）.
3. ↑  . （原始内容存档于4 March 2016）.